# توماس باگلی (بازیکن فوتبال)
توماس باگلی (انگلیسی: Thomas Bagley؛ زادهٔ ۱ ژانویهٔ ۱۹۵۳) بازیکن فوتبال اهل بریتانیا است.
از باشگاه‌هایی که در آن بازی کرده‌است می‌توان به باشگاه فوتبال استوک‌پورت کانتی، باشگاه فوتبال بری، و باشگاه فوتبال برادفورد سیتی اشاره کرد.